# ضوئي التغذية

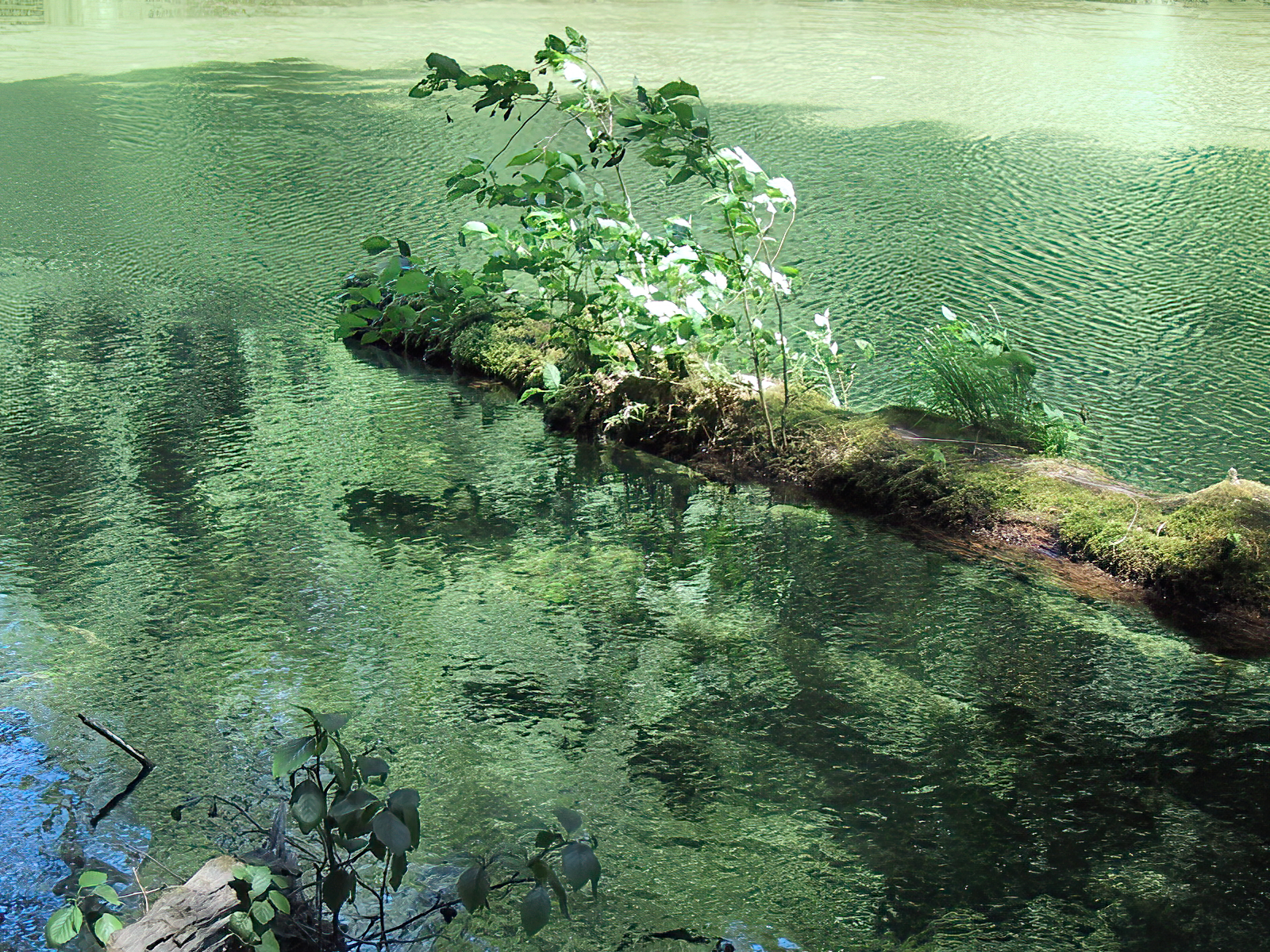
كائنات ضوئية التغذية أرضية ومائية: النباتات تنمو على جذع خشبي طاف في مياه غنية بالطحالب

الكائن الحي ضوئي التغذية أو المنتح نحو الضوء (بالإنجليزية: phototroph) (مشتقة من اللغة الإغريقية حيث أن كلمة φῶς, φωτός = تعني ضوء وكلمة τροϕή = تعني تغذية) وهي كائنات حية تقوم بتجميع والتقاط الفوتونات لتكتسب الطاقة. وهي تستخدم الطاقة من الضوء لتقوم بعمليات أيضية خلوية متنوعة.

## اقرأ أيضاً
- تغذية حيوانية